# 바르트 페르브뤼헌
바르트 페르브뤼헌(네덜란드어: Bart Verbruggen, 2002년 8월 18일 ~ )는 네덜란드의 축구 선수이다. 그의 포지션은 골키퍼로, 현재 잉글랜드 프리미어리그의 브라이턴 & 호브 앨비언에서 활약하고 있다.

## 클럽 경력

### 안데를레흐트
2020년, 페르브뤼헌은 NAC 브레다에서 안데를레흐트로 이적했다. 2021년 5월 2일, 그는 2-2로 비긴 클뤼프 브뤼허와의 벨기에 퍼스트 디비전 A 경기에서 프로 데뷔전을 치렀다. 2023년 2월 23일, 그는 루도고레츠 라즈그라드와의 2022-23년 UEFA 유로파컨퍼런스리그 결선 토너먼트 플레이오프 경기 승부차기에서 상대 키커가 찬 페널티킥 3번을 모두 막아냈고, 합계 2-2로 비긴 후 승부차기에서 팀이 3-0 승리를 거두는데 기여했다.

### 브라이턴 & 호브 앨비언
2023년 7월 3일, 브라이턴 & 호브 앨비언은 페르브뤼헌과 5년 계약을 맺었다고 발표했다. 8월 26일, 페르브뤼헌은 시즌 세 번째 리그 경기인 3-1로 패한 웨스트햄 유나이티드과의 홈경기에서 주전 골키퍼인 제이슨 스틸 대신 출전하며 브라이턴 소속으로 프리미어리그 데뷔전을 치렀다.

## 국가대표팀 경력
2023년 3월 17일, 페르브뤼헌은 프랑스와 지브롤터와의 UEFA 유로 2024 예선을 앞두고 네덜란드 성인 대표팀에 처음으로 차출되었다. 2023년 10월 13일, 그는 2-1로 패한 프랑스와의 경기에서 국가대표팀 데뷔전을 치렀다.

## 수상 내역
개인
- 안데를레흐트 시즌 최우수 선수: 2022–23[7]